# Memoirs of an Imperfect Angel
A Memoirs of an Imperfect Angel Mariah Carey amerikai énekesnő tizenhetedik albuma és tizenkettedik stúdióalbuma. Eredetileg 2009. augusztus 25-én jelent volna meg, végül 2009. szeptember 25-én jelent meg Európában, szeptember 29-én az USA-ban és november 16-án az Egyesült Királyságban. A dalok nagy részének szerzője és producere Mariah Carey, Christopher „Tricky” Stewart és Terius „The-Dream” Nash.
Az album első kislemezeként megjelent Obsessed a Billboard Hot 100 11. helyén nyitott, Carey negyvenedik dala lett, ami felkerült erre a slágerlistára, ezzel ő a nyolcadik női előadó negyven dallal a listán. Egyben ez a dal a legmagasabban nyitó száma az 1998-ban megjelent My All óta. Az album jó kritikákat kapott, Carey karrierje során a legkedvezőbbeket, de az első héten elkelt 168 000 példánnyal csak a harmadik helyen nyitott az amerikai Billboard 200-on. Az albumot népszerűsítette az Angels Advocate turné, a dalok több remixe pedig a turnéval azonos címet viselő Angels Advocate albumon jelent volna meg, erre azonban végül nem került sor.

## Felvételek
2009 elején The-Dream énekes és zeneszerző kijelentette, hogy Carey már megkezdte a munkát új stúdióalbumán. „Igyekszik olyan albumot összehozni, ami az eddigi slágereinek a lényegét foglalja össze. Nem veszíthet, mindent tökéletesen kell csinálnia. Vagyis olyan, mintha válogatásalbumot állítanánk össze a legnagyobb slágereiből, de maguk a slágerek nélkül.” 2009 februárjában The-Dream azt nyilatkozta a MySpace Musicnak, hogy hét dal már készen van az albumra.
Carey május 20-án jelentette be, hogy az album címe Memoirs of an Imperfect Angel („Egy esendő angyal feljegyzései”) lesz, mert „nagyon személyes és mert a rajongóimnak szentelem”. Azt is elmondta, hogy a borítón azért lesz három kép róla, mert „rengeteg különféle érzelmet és történetet mutatok be ezen az albumon”. Carey azt is nyilatkozta, hogy imádja az egész albumot és „teljesen elmerült benne”. Június 16-án azt is bejelentette a Twitteren, hogy lesznek „nagystílű balladák” is az albumon. Elmondta, hogy próbált olyasmit alkotni, ami mindenkinek tetszik majd, aki szerette a Butterflyt és a még régebbi albumait. Most először dolgozott együtt Timbalanddel, több dalon is (köztük a Skydiving vált ismertté az interneten), de a daloknak végül ismeretlen okokból egyike sem került fel az albumra, bár az interneten megtalálható. Egy másik dal, az Imperfect, ami arról szól, mekkora társadalmi nyomás nehezedik a nőkre, hogy tökéletesek legyenek és egy bizonyos módon nézzenek ki, szintén nem került fel az album végleges változatára. A BET-nek adott interjújában elmondta, hogy Jermaine Duprival is dolgozott, de ez a dal sem került az albumra végül. Bár az album nagy részét Carey, Tricky Stewart és The-Dream írta, és a producerek is ők voltak, igyekeztek elkerülni, hogy az album unalmas legyen vagy ismétlődő dalokból álljon. Az Elle magazinnak adott interjújában az énekesnő azt mondta: „Minden dal egy történet egy pillanatképe. A hangzása nagyrészt R&B és hiphop, sok lassú dallal. (…) Minden dalnak megvan a saját hangulata; némelyik egybeolvad az előzővel, ami szándékunkban is állt, mások nagyon különbözőek. Sok benne a humor (néhol hallható is, ahogy nevetek), de vannak mély, elgondolkodtató pillanatai is.”

### Témák
Carey az Amazon.comnak adott interjújában beszélt arról, mi ihlette meg és mi motiválta az album dalainak írásakor. „Minden dal egy történetet mesél el. Mind olyan, mint egy bizalmas beszélgetés vagy naplóbejegyzés. Sok dal egy-egy bizonyos eseményről szól, ami életemben történt, ami valóban megtörtént velem, némelyik igen régen. Más dalokat filmek ihlettek vagy egy barátom története, amit elmesélt. Az emberek, amikor meghallgatják ezeket a dalokat, találhatnak bennük olyat, ami jelent számukra valamit; főleg a nők. A nők erejéről szól, arról, hogy leküzdhetnek bizonyos dolgokat. Ugyanakkor szórakoztató is az album. Mindenki találhat benne valamit, ami tetszik.”

## Megjelentetése
Az album megjelentetését azért tolták augusztus 25-ről szeptember 15-re, hogy még több dalt vehessenek fel hozzá. Ezután még későbbre tolták a megjelenést, szeptember 29-re, hogy Carey elvégezhesse a végső simításokat a dalokon. Ahogy korábban, ezúttal is az USA-n kívül napokkal korábban megjelenik, mint az énekesnő hazájában. A brit megjelenést augusztus 24-ről szeptember 14-re, majd október 5-re, végül november 16-ra tolták el. A brit The Daily Mirror belehallgathatott hat dalba (Obsessed, Standing O, Candy Bling, H.A.T.E.U., Impossible és I Want to Know What Love Is). Ezt a hat dalt lejátszották a médiának Tokióban, Hongkongban, Londonban és Berlinben is augusztusban.
Az Amazon.com közölte, hogy az album nem a szokványos műanyagborítóban jelenik meg, hanem hárompaneles papírborítóban.  Az amerikai kiadás két CD-t tartalmaz, magát az albumot, illetve külön CD-n az Obsessed remixeit és két videóklipjét. (A nemzetközi kiadáson ezek mind egy CD-n szerepelnek.) Emellett jár hozzá egy 34 oldalas mini Elle magazin, ami bemutatja Carey életét és pályafutását. Ebben szerepelnek a dalszövegek is. A minimagazinban reklámok is szerepelnek, hogy csökkentsék a borító előállítási költségeit. A magazin, ami az albumot letöltés formában megvásárlók számára digitális formában is elérhető, a CD első egymillió amerikai és első félmillió nemzetközi példányában szerepel.
Azt is bejelentették, hogy gyűjtők számára október 20-án megjelenik az album egy korlátozott példányszámú változata. Ez az albumot és a bónuszlemezt CD és fehér vinyllemez formátumban is tartalmazza, jár hozzá az Elle minimagazin, egy pillangós karkötő és mindez exkluzív csomagolásban van. Az MTV Newsnek adott interjújában az énekesnő elmondta, hogy több olyan dalt, amiket az albumhoz vett fel, de végül nem tett rá, végül meg fogja jelentetni, és célzott rá, hogy különleges meglepetéssel készül a rajongóinak, de a lemezcége vezetője haragudna rá, ha többet elmondana erről. Elmondta továbbá, hogy több, mint egy Timbaland- és legalább egy J.D.-dalról van szó. A 100% című dal, melynek producerei Jermaine Dupri és Brian Michael Cox, és amelyet Carey készülő filmje, a Precious számára írtak, nem fog bekerülni a filmbe, mert egy Mary J. Blige-dalt használnak helyette, de Carey kijelentette, hogy valamire fel fogja használni a dalt. A dal végül a 2010-es téli olimpia alkalmábül jelent meg.

## Népszerűsítése
Carey először az America's Got Talent műsorban kezdte népszerűsíteni az albumot augusztus 5-én, itt az Obsessedet adta elő. Ezután szeptember 10-én és 11-én elkezdte Live at the Pearl koncertsorozatát Las Vegasban, ahol előadta több régebbi slágerét az új album első két kislemezdala mellett, és itt lehetett először hallani két új dalt, az Angels Cryt és az Up Out My Face-et. Szeptember 18-án a The Oprah Winfrey Showban jelent meg férjével, Nick Cannonnal, interjút adott és elénekelte az I Want to Know What Love Ist.
Október 2-án a The Today Showban elénekelte az Obsessed, I Want to Know What Love Is, H.A.T.E.U. című dalokat és egy régebbi slágerét, a Make It Happent. Ugyanezen a napon leadták egy két nappal korábban rögzített felvételét a The View-ban: egy interjút és az I Want to Know What Love Is előadását. Egy verseny nyerteseinek előadta az album három első kislemezdalát a New York-i TriBeCában, a P.C. Richard Theaterben; ezek mellett elénekelte két korábbi dalát, az Always Be My Babyt és a We Belong Togethert is.
Október 9-10-én folytatta Las Vegas-i Live at the Pearl koncertjeit, de változtatott a dallistán; olyan dalokat is előadott, amelyeket ebben az évezredben vagy még soha nem énekelt koncerten. Az Obsessed és az I Want to Know What Love Is mellett előadta a H.A.T.E.U.-t is, felkészülve a majdani kislemezként való megjelentetésre.
Október 12 és 15 között Dél-Koreában tartózkodott, ahol hat éve járt utoljára. Október 13-án sajtótájékoztatót tartott a szöuli Grand Intercontinental Hotelban, ahol átvette az Universal Korea vezérigazgatójától, Jang Bum-Dzsuntól az album után járó platinalemezt. Az album a slágerlista első helyén nyitott az országban. A Sketchbook című tévéműsorban előadta az I Want to Know What Love Ist és a H.A.T.E.U.-t. Október 15 és 18 között Japánban népszerűsítette az albumot.
Carey december 31-én turné előtti koncertet adott a Madison Square Gardenben, majd 2010. január 2-án megkezdte Angels Advocate turné nevű észak-amerikai turnéját.

## Fogadtatása

### Kritikai fogadtatás
Az album nagyrészt kedvező fogadtatásban részesült a kritikusoktól. A Metacritic adatai alapján 70%-ban pozitív kritikát kapott, ez kedvezőbb arány, mint előző két stúdióalbumáé. Az AllMusic kritikusa, Stephen Thomas Erlewine öt csillagból három és felet adott az albumnak, és megjegyezte: „Még ha az album nem is olyan kitárulkozó önéletrajz, aminek a címe ígéri, kétségtelen, hogy a Memoirs valódi album, nem egyszerű dalgyűjtemény. Megvan a saját üteme és hangulata, amitől olyan személyiségre tesz szert, ami a kissé kétségbeesett E=MC²-ből hiányzott, még akkor is, ha nincs rajta olyan dal, ami magától is kiemelkedik. Ami még nincs meg benne, az a megkísértő, buja erotika, amire Mariah túlságosan is hagyatkozott ebben az évtizedben – ezzel az album a butácska dalszövegek ellenére is jobban megfelel a korának, mint az utóbbi időben bármi. A Memoirsnak már csak egyvalamire lenne szüksége, pár remek kislemezdalra, és hiányuk árt az albumnak, de annyit nem, hogy ne ez legyen az évtized legérdekesebb Carey-albuma.” A Slant Magazine vegyes kritikát közölt, Sal Cinquemani azt írja: „Mariah még rajongói kedvencéhez, a Butterflyhoz is hasonlította az albumot a Twitterjén, de valójában inkább a Rainbowhoz hasonlít. Azl, hogy The-Dream és Tricky Stewart mind a 17 dalban közremáködik, az egyik legegyenletesebb hangzású albumává teszi, ugyanakkor az egyik legunalmasabbá is. Ha Mariah így próbál soulalbumot készíteni, akkor meglepő a soulzene fő alkotóelemének, a léleknek a hiánya: menő trükkök ellenére is a produkció olcsó és egyhangú, nincs meg benne legjobb műveinek teljessége, és semmi magyarázat nem fogadható el arra, hogy a hangját Auto-Tune torzítsa el. Azt már meg sem említem, hogy ezek a 'feljegyzések' nem sokkal többet árulnak el az énekesről, mint hogy képes haragot tartani. (…) Mariah hangja az egész albumon kellemes, és sok az ihletett pillanat (…) ami még kiábrándítóbbá teszi azt, hogy az album utolsó dala belefullad a retró stílusba. Mariah feleleveníti, aminek a múltban kellett volna maradnia.” Az Entertainment Weekly munkatársa, Leah Greenblatt szerint „rejtély, hogy a zenei világ egyik legerőteljesebb hangja miért marad folyton a lágy, közepes R&B-hangterjedelemben; sehol nem tökéletlen, de nem is igazán tár fel semmit.” Jon Caramanica a The New York Timestól szintén vegyes kritikát írt: „Tulajdonképpen mikor is hagyta abba Mariah Carey az éneklést? Még amikor a 90-es évek közepén flörtölni kezdett a hiphoppal, akkor is hallani lehetett gigászi hangterjedelmét a legvacakabb dalokban is. Nem számít, mennyire kemény volt, ami körülvette – emlékeznek még Ol’ Dirty Bastardra? – ő akkor is Mariah maradt, a hangtechnika akrobatája. Újabban azonban Ms. Carey már csak suttog, mintha félne nagystílű lenni.”
A Billboard magazin kritikusa, Mariel Concepcion pozitívan írt az albumról: „Mariah Carey nemcsak külsejével tesz látogatást a múltba, hanem hangzásában is visszatér R&B-gyökereihez. Legutóbbi albumával, a Memoirs of an Imperfect Angellel (leszámítva többek közt az első kislemezt, az Obsessedet és a gettócsajos Up out My Face-et) maga mögött hagyja a tinipopos hangzást és a 2008-as E=MC²-ra jellemző hiphop-stílust. Ehelyett nagyívű balladák és R&B-dallamok szólnak a szerelemről és csalódásról, ami új albumát összefüggőbbé és korához illőbbé teszi.”
Az albumot jelölték a 2010-es |NAACP Image Awardra kiemelkedő album kategóriában.

### Eladások
Az album a Billboard 200 amerikai albumslágerlista 3. helyén nyitott, Barbra Streisand Love Is the Answer és a Paramore Brand New Eyes című albuma mögött. Az első héten 168 000 példány kelt el belőle, jóval kevesebb, mint az előző albumából, amiből 463 000. 2009 végéig az Egyesült Államokban kb. 344 000 példányban kelt el, 2010 márciusáig ez 445 281 példányra kúszott fel. 2009. december 14-én aranylemez lett.
Az album listavezető lett a Billboard Top R&B/Hip Hop Albums listáján. és ötödik a kanadai albumslágerlistán. Dél-Koreában első helyre került és platinalemez lett. Az Egyesült Királyságban nem váltotta be a hozzá fűzött reményeket, csak a 23. helyig jutott, és egy hetet töltött a top 40-ben, de ezüstlemez minősítést kapott.
A Billboard év végi slágerlistáján a 101. helyre került.

### Remixalbum
Christopher „Tricky” Stewart elmondta a Rap-Up magazinnak, hogy az albumhoz készül egy remixalbum, amire minden dalnak kerül fel remixe, többek közt az Obsessed Gucci Mane közreműködésével készült remixe is. Stewart az I Want to Know What Love Is remixéről is elárult némi információt. „Magam fogom remixelni. Felgyorsítom a tempót. Megpróbálom átalakítani valami mássá.” Azt is megemlítette, hogy talán vendégközreműködőt is meghív a remixhez. „Amint megvan a ritmus, és valaki megfelelő lenne rá, bárkit felhívhatok.” A remixalbumon az egyik közreműködő Trey Songz lesz. Trey elmondta a Rap-Up.com-nak, hogy az Inseparable című dal remixén dolgozott Mariah-val. Felkerül rá a H.A.T.E.U. hivatalos remixe is, aminek a producere Jermaine Dupri. A remix részletet használ fel Ghost Town DJ My Boo című dalából, és rappel benne Big Boi az Outkastból, Gucci Mane és OJ Da Juiceman. Carey ehhez a remixhez újra felénekli a dalt, ami régebben szokása volt, de az utóbbi időkben hanyagolta; utoljára 2006-ban a Don't Forget About Us Desert Storm mixénél tette meg. A Candy Bling remixében T-Pain is szerepel.

## Dallista
Majdnem a teljes album szerzői Carey, Tricky Stewart és The-Dream (az I Want to Know What Love Is kivételével, ami a Foreigner dalának feldolgozása). A táblázatban csak a további szerzőket és producereket tüntettük fel.
| #                                    | Cím                                               | Producer                    | Szerző                                                                  | Hossz |
| ------------------------------------ | ------------------------------------------------- | --------------------------- | ----------------------------------------------------------------------- | ----- |
| 1.                                   | Betcha Gon’ Know (The Prologue)                   | James „Big Jim” Wright      |                                                                         | 4:00  |
| 2.                                   | Obsessed                                          |                             |                                                                         | 4:05  |
| 3.                                   | H.A.T.E.U.                                        |                             |                                                                         | 4:28  |
| 4.                                   | Candy Bling                                       | Los Da Mystro               | Ahmad A. Lewis, Stefan Gordy, John Klemmer                              | 4:03  |
| 5.                                   | Ribbon                                            |                             |                                                                         | 4:21  |
| 6.                                   | Inseparable                                       |                             | Robert Hyman, Cyndi Lauper                                              | 3:34  |
| 7.                                   | Standing O                                        |                             |                                                                         | 4:00  |
| 8.                                   | It’s a Wrap                                       | Heatmyzer, James Wright     |                                                                         | 3:59  |
| 9.                                   | Up Out My Face                                    |                             |                                                                         | 3:41  |
| 10.                                  | Up Out My Face (The Reprise)                      |                             |                                                                         | 0:51  |
| 11.                                  | More Than Just Friends                            |                             | Sean Combs, Chris Wallace, Rashad Smith, Mark DeBarge, Etterlene Jordan | 3:37  |
| 12.                                  | The Impossible                                    |                             |                                                                         | 4:01  |
| 13.                                  | The Impossible (The Reprise)                      |                             |                                                                         | 2:26  |
| 14.                                  | Angel (The Prelude)                               | James Wright                |                                                                         | 1:04  |
| 15.                                  | Angels Cry                                        | James Wright                | Crystal Johnson                                                         | 4:02  |
| 16.                                  | Languishing (The Interlude)                       | James Wright                | James Wright                                                            | 2:34  |
| 17.                                  | I Want to Know What Love Is                       | James Wright, Randy Jackson | írta: Mick Jones                                                        | 3:27  |
| Special Edition 2. CD                |                                                   |                             |                                                                         |       |
| 1.                                   | Obsessed (Cahill Radio Mix)                       |                             |                                                                         | 3:18  |
| 2.                                   | Obsessed (Seamus Haji & Paul Emanuel Radio Edit)  |                             |                                                                         | 3:10  |
| 3.                                   | Obsessed (Jump Smokers Radio Edit)                |                             |                                                                         | 3:18  |
| 4.                                   | Obsessed (Friscia & Lamboy Radio Mix)             |                             |                                                                         | 4:09  |
| 5.                                   | Obsessed (videóklip)                              |                             |                                                                         | 4:04  |
| 6.                                   | Obsessed (Remix featuring Gucci Mane) (videóklip) |                             |                                                                         | 4:25  |
| Európai digitális kiadás bónuszdalai |                                                   |                             |                                                                         |       |
| 1.                                   | Obsessed (Cahill Radio Mix)                       |                             |                                                                         | 3:20  |
| 2.                                   | Obsessed (Seamus Haji & Paul Emanuel Radio Edit)  |                             |                                                                         | 3:12  |
| 3.                                   | Obsessed (Jump Smokers Radio Edit)                |                             |                                                                         | 3:19  |
| 4.                                   | Obsessed (Friscia & Lamboy Radio Mix)             |                             |                                                                         | 4:11  |
| –                                    | Obsessed (videóklip)                              |                             |                                                                         | 4:04  |
| –                                    | Obsessed (Remix feat. Gucci Mane) (videóklip)     |                             |                                                                         | 4:25  |

- A Candy Bling részleteket használ fel Ahmad Back in the Day című számából.
- Az Inseparable részleteket használ fel Cyndi Lauper Time After Time című számából.
- Az It's a Wrap részleteket használ fel a The Love Unlimited Orchestra I Belong to You című számából.
- A More Than Just Friends részleteket használ fel The Notorious B.I.G. One More Chance / Stay With Me (Remix) című számából.

A The Impossible részleteket használ fel Jodeci Forever My Lady című számából.
Az albumhoz készült, de fel nem került dalok
- Skydiving (prod. Timbaland)
- Imperfect
- 100%
- They Don't Know Me (prod. The-Dream; demója kiszivárgott)
- I Need Things (prod. The-Dream; demója kiszivárgott)

## Kislemezek
- Obsessed (2009. július 6.)
- I Want to Know What Love Is (2009. szeptember 15.)
- H.A.T.E.U.[55] (2009. november 2.)[56]

Az album első kislemeze, az Obsessed június 16-án jelent meg, és a Billboard Hot 100 tizenegyedik helyén nyitott, majd a 7. helyig ért fel, amivel ez Carey 27. top 10 dala az USA-ban (női előadók közt a második, minden előadó között az ötödik legtöbb top 10 dallal rendelkező énekes). A második kislemez az I Want to Know What Love Is, ami Európában augusztus 28-án jelent meg, az USA-ban szeptember 15-én. A H.A.T.E.U. lesz az album harmadik kislemeze, november elején.
A Betcha Gon' Know (The Prologue) nem jelent meg kislemezen, de az album megjelenésének hetén a 3. helyen nyitott a Billboard Bubbling Under Hot 100 slágerlistáján, a sok letöltésnek köszönhetően. also peaking at #66 on the Hot Digital Songs chart.

## Megjelenési dátumok
| Ország             | Dátum                | Kiadó            | Formátum           |
| ------------------ | -------------------- | ---------------- | ------------------ |
| Ausztrália         | 2009. szeptember 25. | Island Records   | CD, letöltés       |
| Olaszország        | 2009. szeptember 25. | Universal Music  | CD, letöltés       |
| Hollandia          | 2009. szeptember 25. | Universal Music  | CD, letöltés       |
| Lengyelország      | 2009. szeptember 25. | Universal Music  | CD, letöltés       |
| Hongkong           | 2009. szeptember 28. | Island, DefJam   | CD, letöltés       |
| Fülöp-szigetek     | 2009. szeptember 28. | Universal Music  | CD, letöltés       |
| Franciaország      | 2009. szeptember 28. | Universal Music  | CD, letöltés       |
| Norvégia           | 2009. szeptember 28. | Universal Music  | CD, letöltés       |
| Egyesült Államok   | 2009. szeptember 29. | Island Records   | CD, letöltés       |
| Kanada             | 2009. szeptember 29. | Island Records   | CD, letöltés       |
| Tajvan             | 2009. szeptember 29. | Universal Taiwan | CD, letöltés       |
| Japán              | 2009. szeptember 30. | Universal Japan  | CD, letöltés       |
| Dánia              | 2009. szeptember 30. | Universal Music  | CD, letöltés       |
| Finnország         | 2009. szeptember 30. | Universal Music  | CD, letöltés       |
| Svédország         | 2009. szeptember 30. | Universal Music  | CD, letöltés       |
| Németország        | 2009. október 2.     | Universal Music  | CD, letöltés       |
| Egyesült Királyság | 2009. október 5.     | Mercury Records  | CD, letöltés       |
| Egyesült Államok   | 2009. október 20.    | Island Records   | Collectors Edition |
| Egyesült Királyság | 2009. október 20.    | Island (import)  | Collectors Edition |

## Release history
|Hong Kong
|rowspan="2"|September 28, 2009
|rowspan="16"|Standard edition (CD, Digital)
|Universal Music
| rowspan="2"|2720462
|-
|Philippines
|MCA Music

## Helyezések
| Slágerlista (2009)                         | Legmagasabb helyezés |
| ------------------------------------------ | -------------------- |
| Ausztrál ARIA albumslágerlista             | 6                    |
| Belga Ultratop albumslágerlista (Flandria) | 44                   |
| Belga Ultratop albumslágerlista (Vallónia) | 24                   |
| Brit albumslágerlista                      | 23                   |
| Cseh albumslágerlista                      | 27                   |
| Dán albumslágerlista                       | 5                    |
| Európai Top 100 album                      | 21                   |
| Francia albumslágerlista                   | 10                   |
| Holland albumslágerlista                   | 26                   |
| Japán Oricon albumslágerlista              | 9                    |
| Kanadai albumslágerlista                   | 5                    |
| Magyar Mahasz albumslágerlista             | 32                   |
| Mexikói Amprofon albumslágerlista          | 49                   |
| Német albumslágerlista                     | 27                   |
| Olasz albumslágerlista                     | 17                   |
| Osztrák albumslágerlista                   | 39                   |
| Spanyol Promusicae albumslágerlista        | 23                   |
| Svájci albumslágerlista                    | 18                   |
| Svéd albumslágerlista                      | 44                   |
| Tajvani nemzetközi albumok slágerlistája   | 3                    |
| USA Billboard 200                          | 3                    |
| USA R&B/Hip-Hop Albums                     | 1                    |
| Új-zélandi RIANZ albumslágerlista          | 25                   |

| Ország           | Adat forrása | Minősítés    | Elkelt példányszám |
| ---------------- | ------------ | ------------ | ------------------ |
| Egyesült Államok | RIAA         | N/A          | 454 000            |
| Dél-Korea        | RIOK         | Platinalemez | 10 000             |